# Як їм було весело
«Як їм було весело» (англ. The Fun They Had) — науково-фантастичне оповідання американського письменника Айзека Азімова, вперше надруковано 1951 року у дитячій газеті. Згодом увійшло до збірки «На Землі достатньо місця» (Earth Is Room Enough) (1957).

## Сюжет
Хлопчик Томмі знайшов стару паперову книгу і показує її дівчинці Марджі. Він розказує, що раніше такі книги використовували для навчання замість теперішніх електронних. І на відміну від їхнього персонального комп'ютеризованого домашнього навчання, раніше учитель-людина навчав разом цілий клас дітей.
Марджі подобається такий спосіб навчання, вона міркує скільки веселих речей можна було б робити у школі разом з друзями.